# Капрано, Пьетро
Пьетро Капрано (итал. Pietro Caprano; 20 декабря 1759, Рим, Папская область — 24 февраля 1834, там же) — итальянский куриальный кардинал. Титулярный архиепископ Иконии с 8 марта 1816 по 2 октября 1826. Секретарь Священной Конгрегации исправления книг Восточной Церкви с 30 июня 1816 по 9 ноября 1822. Секретарь Священной Конгрегации по чрезвычайным церковным делам с 9 ноября 1822 по 10 марта 1823. Секретарь Священной Конгрегации Пропаганды Веры с 10 марта 1823 по 15 декабря 1828. Секретарь Священной Конгрегации экзаменации епископов с 22 марта 1823 по 15 декабря 1828. Префект Священной Конгрегации Индекса с 4 апреля 1829 по 24 февраля 1834. Кардинал in pectore со 2 октября 1826 по 15 декабря 1828. Кардинал-священник с 15 декабря 1828, с титулом церкви Санти-Нерео-эд-Акиллео с 28 декабря 1828.